# Trolleybus Mykolajiw
Trolleybus Mykolajiw (ukrainisch Миколаївський тролейбус) ist ein Oberleitungsbus-System in der Ukraine. Es ist so wie auch die Trambahn Mykolajiw ein Bestandteil des öffentlichen Nahverkehrs in der Stadt Mykolajiw und wird vom städtischen Betrieb Elektrotrans geführt.
Mit einer Streckenlänge von 61 Kilometern auf sechs Linien erschließt der Trolleybus einen wesentlichen Teil der Hauptachsen im Straßennetz von Mykolajiw.

## Linien
| Linie | Strecke                                            | Länge / Betriebszustand |
| ----- | -------------------------------------------------- | ----------------------- |
| 1     | Bahnhof Mykolajiw – Bahnhof Mykolajiw-Wantaschnyj  | ehemalige Linie         |
| 2     | Bahnhof Mykolajiw – Namiw (Rajon Zawodsyi)         | 16,3                    |
| 3     | Mykolajiw-Wantaschnyj – Wulyzja Sywaskoji Dywisiji | ehemalige Linie         |
| 4     | Mykolajiw-Wantaschnyj – Namiw                      | 9,3                     |
| 5     | Budiwelnikastraße – Namiw                          | 13,2                    |
| 6     | 3. Militärstraße – Kintsewa                        | 9,7                     |
| 7     | Namiw – Kintsewa                                   | 15,3                    |
| 9     | Bahnhof Mykolajiw – Kintsewa                       | 15,6                    |

Die Linie 2 durchquert die Stadt von Osten nach Westen und verbindet den Bahnhof Mykolajiw mit dem Namiwquartier (Mikrorajon Namiw), das im Westen der Halbinsel am Ufer des Südlichen Bug liegt. Von Namiw führen drei weitere Linien in andere Stadtteile: die Linie 4 zum alten Bahnhof, dem heutigen Bahnhof Mykolajiw-Wantaschnyj (Güterbahnhof), die Linie 5 zur Budiwelnikastraße, die wie der Bahnhof im Inhulquartier liegt, und die Linie 7 in das nördliche Außenquartier Kintsewa. Dieses ist zudem seit 2019 über die Linie 9 mit dem Hauptbahnhof und über die Linie 6 mit dem Stadtzentrum verbunden.
Eine Besonderheit der drei Linien in den nördlich des Flusses Inhul gelegenen Stadtteil besteht darin, dass sich in der Inhulbrücke ein großes Klappsegment befindet, das bei der Durchfahrt von Schiffen zur Werft Mykolajiw gehoben wird, wozu jeweils auch der Straßenverkehr und die Oberleitung des Trolleybuses unterbrochen wird.

## Fahrzeuge
- Škoda 14TrM
- ZiU-9
- MAZ-103T
- LAZ-12
- YuMZ T2
- LAZ–52522